# Esteban VII Tomșa

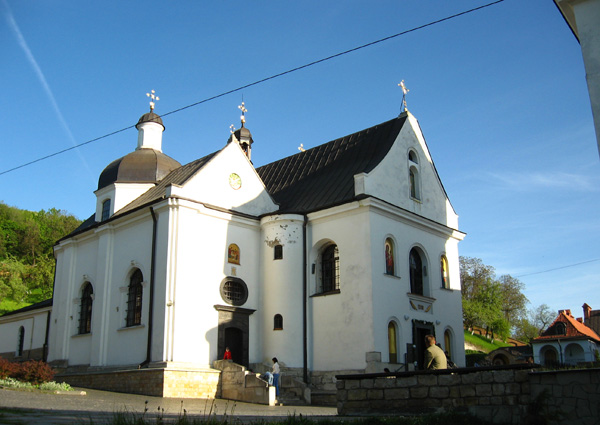
Iglesia del monasterio de San Onofre de Lviv, donde fue enterrado Ștefan VII Tomșa.

Ștefan VII Tomșa (en rumano: Ștefan Tomșa, m. Lwów, 1564) fue Príncipe de Moldavia entre agosto de 1563 y marzo de 1564. Se puede hallar como Ștefan VII o Stefan I, dependiendo de las fuentes.
En el principado de Moldavia la monarquía era electiva, como en los vecinos Polonia, Transilvania y Valaquia, y el príncipe (voivoda, hospodar o domnitor según las épocas y las fuentes) era elegido por los boyardos (a menudo entre ellos) y para ser nombrado, reinar y mantenerse, se apoyaba frecuentemente en las potencias vecinas, Habsburgo, polaca u otomana.
El hecho de que entre 1455 y 1859 el Principado se reconociera como vasallo de la Sublime Puerta no significa que fuera una provincia turca o un país musulmán. Sólo algunos territorios moldavos pasan a ser otomanos: en 1484 Besarabia, conocida como Budzhak, al norte del delta del Danubio; en 1538 la raya de Tighina (Bender) y, más tarde, desde 1713 la raya de Jotyn. El resto del Principado, y la parte comprendida entre el río Dniéster y el río Prut que en 1812 formará Besarabia tras la anexión rusa, conservó sus propias leyes, su religión ortodoxa, boyardos, príncipes, ministros, ejércitos y autonomía política, con la cual se alzaron a menudo contra el Sultán otomano.

## Biografía
Tomșa era un boyardo moldavo (boier), que servía como hetman y que fue proclamado príncipe el 8 de agosto de 1563 y líder de la revuelta de los boyardos contra el príncipe ortodoxo (antes reformado) Ioan I Despot-Vodă, cuya causa principal fueron los intentos de introducir el luteranismo en el principado de Moldavia. Ante el alcance de la revuelta y la insurrección popular generalizada, éste se había refugiado en el castillo de Scaun de Suceava y resistió allí un asedio de tres meses hasta que fue abandonado por sus mercenarios. Ștefan ejecutó a Ioan golpeándolo con una maza en octubre de 1563. Igualmente capturó al líder cosaco Dmitro Vishnevetski, que había apoyado a Despot-Vodă y luego le había combatido por la falta de pago a su servicio, y lo envió al sultán otomano en Constantinopla donde sería sometido a suplicio.
A pesar de ello, los otomanos no quisieron reconocerlo, y en su lugar nombraron a Alexandru IV Lăpușneanu por segunda vez en enero de 1564. El principado estaba en la ruina y Despot-Vodă había aumentado el tributo anual a 20.000 ducados. Para mayor inestabilidad tuvo que enfrentarse con gran esfuerzo a un ataque del príncipe válaco Petru Ier cel Tânăr. Por todo ello, fue incapaz de mantenerse en el trono y fue derrocado por Lăpușneanu. 
Tomșa buscó refugio en el Reino de Polonia, donde fue encarcelado junto a sus boyardos en Búchach. Los boyardos fueron enviados a Constantinopla a petición del Sultán otomano. El rey Segismundo II, sin embargo, sentenció a muerte a Ștefan y lo mandó decapitar en Lwów el 5 de mayo de 1564, justificándolo con unas presuntas incursiones de las tropas de Tomșa en tierras polacas a principios de su reinado. Fue enterrado en el monasterio de San Onofre de Lwów.
Ștefan Tomșa fue el padre de Ștefan IX (II) Tomșa y de Leon Tomșa, futuros príncipes de Moldavia y Valaquia, respectivamente.